# Volkstaat
O conceito de um Volkstaat (pronúncia africâner: /fɔlkstɑːt/, "Estado do Povo"), também chamado de Boerestaat, é uma visão proposta para estabelecer uma pátria africânder nativa dentro das fronteiras da África do Sul, mais comumente proposta como uma nação africânder/bôer totalmente independente. O conceito exclui os coloureds falantes de africâner mas aceita sul-africanos de ancestralidade inglesa e outros sul-africanos, se aceitam a cultura e os costumes africânderes. 
Seguindo a Grande Trek da década de 1830 e 1840, os pioneiros bôeres expressam uma unidade de autodeterminação e independência através da criação de várias repúblicas bôeres, durante o resto do século XIX. O fim do apartheid e o estabelecimento do sufrágio universal na África do Sul em 1994 deixou alguns africânderes se sentirem desiludidos e marginalizados pelas mudanças políticas, e resultou em uma proposta da República Volkstaat independente.
Vários métodos diferentes têm sido propostos para o estabelecimento de um Volkstaat. Além do uso da força, a Constituição Sul-Africana, e a lei internacional apresentarem certas possibilidades para seu estabelecimento. A dispersão geográfica das comunidades africânderes minoritárias em toda a África do Sul apresenta um obstáculo significativo para o estabelecimento de um Volkstaat, como africânderes não formam uma maioria em qualquer área geográfica separada que poderia ser sustentável de forma independente. Os apoiadores da proposta têm estabelecido várias cooperativas de terra em Orania na província do Cabo Setentrional e Kleinfontein em Gauteng como implementações práticas da ideia. Iniciativas em Balmoral e Morgenzon, ambas em Mpumalanga, falharam em desenvolver além de sua fase inicial.

## História
Historicamente, os bôeres exibiram um desejo de independência que resultou no estabelecimento de diferentes repúblicas no que é hoje a moderna República da África do Sul. Os Voortrekkers proclamaram repúblicas independentes separadas, principalmente a República de Natália, o Estado Livre de Orange e a República Sul-Africana (o Transvaal). No entanto, após a Segunda Guerra Anglo-Bôer (1899–1902), o domínio britânico levou à dissolução dos dois últimos estados bôeres remanescentes (o Estado Livre de Orange e a República Sul-Africana).
Sob o apartheid, o governo sul-africano promoveu a cultura africânder; embora tanto o africâner quanto o inglês fossem as línguas oficiais, a maioria dos políticos que comandavam o país eram africânderes. O princípio subjacente do apartheid era o separatismo racial, e os meios pelos quais isso foi implementado, como o sistema pátrio dos bantustões, eram tendenciosos contra a maioria não europeia, pois os excluíam do exercício de seus direitos na África do Sul mais ampla.
Na década de 1980, um grupo de africânderes, liderado pelo genro de HF Verwoerd, formou um grupo chamado Oranjewerkers. Eles também planejaram uma comunidade baseada na "autodeterminação africânder" e tentaram criar um neo-"boerstaat" (literalmente: "Estado Bôer", uma referência a um termo idiomático para um estado somente africânder) no remoto leste do Transvaal (agora Mpumalanga) na comunidade de Morgenzon.
Em 1988, o professor Carel Boshoff (1927–2011) fundou a Afrikaner-Vryheidstigting (Afrikaner Freedom Foundation), ou Avstig. Avstig propôs um Volkstaat na província do Cabo Setentrional, em uma região predominantemente rural e minimamente desenvolvida. A Avstig comprou a cidade de Orânia em 1991 e a transformou em um Volkstaat modelo. Boshoff continuou a ser um representante do Freedom Front, um partido político que defende o conceito Volkstaat. Orânia fica no ápice do extremo leste do estado original de Volkstaat, perto de onde as fronteiras das três províncias Cabo Setentrional, Cabo Oriental e Estado Livre se encontram.

## Apoio e oposição

### Freedom Front nas eleições gerais de 1994
Durante as eleições gerais de 1994, os africânderes foram convidados pela Freedom Front (FF) a votar no partido se desejassem formar um estado independente ou Volkstaat para os africânderes. Os resultados da eleição mostraram que a Freedom Front teve o apoio de 424,555 eleitores, o quarto maior do país. A FF, no entanto, não obteve a maioria em nenhum dos distritos eleitorais da África do Sul, sendo o mais próximo deles 4,692 votos em Phalaborwa, representando 30,38% desse distrito.

### Pesquisas de opinião pública com sul-africanos brancos
Duas pesquisas foram realizadas entre sul-africanos brancos, em 1993 e 1996, com a pergunta "Como você se sente sobre demarcar uma área para africânderes e outros sul-africanos "europeus" na qual eles possam desfrutar de autodeterminação? Volkstaat? A pesquisa de 1993 descobriu que 29% apoiavam a ideia e outros 18% considerariam se mudar para um Volkstaat. A pesquisa de 1996 descobriu que isso havia diminuído para 22% apoiando a ideia e apenas 9% querendo se mudar para um Volkstaat. Na segunda pesquisa, a proporção de sul-africanos brancos contrários à ideia aumentou de 34% para 66%.
A pesquisa de 1996 descobriu que "aqueles que em 1996 disseram que considerariam se mudar para um Volkstaat são principalmente homens que falam africâner, que são apoiadores do Partido Conservador ou da Frente de Liberdade Africânder, têm opiniões racistas (24%; levemente racistas: 6%, não racistas: 0%), se autodenominam africânderes e não estão contentes com a nova África do Sul democrática." O estudo usou a escala Duckitt de racismo sutil para medir visões racistas.
Uma pesquisa pré-eleitoral de 1999 sugeriu que 26,9% dos africânderes que desejam emigrar, mas não conseguem, representam o desejo de uma solução como um Volkstaat.
Em janeiro de 2010, Beeld, um jornal africânder, realizou uma pesquisa online. Dos 11,019 entrevistados, 56% (6,178) disseram que se mudariam para um Volkstaat se um fosse criado, outros 17% (1,908) o considerariam, enquanto apenas 27% (2,933) não o considerariam uma opção viável. A análise do jornal sobre isso foi que a ideia de um Volkstaat era doodgebore (natimorta) e que seus defensores não fizeram nada além de boiar na água nas passadas duas décadas, embora sugerisse que a pesquisa era uma medida de insatisfação entre os africânderes. Hermann Giliomee mais tarde citou a pesquisa de Beeld ao dizer que mais da metade dos "africânderes do norte" preferiria viver em uma pátria.

## Fronteiras

Proporção de sul-africanos brancos na população. A distribuição desigual de brancos emperra a formação de um Volkstaat territorialmente conectado.

Linguagem predominante de sul-africanos brancos. Inglês é falado no Cabo Oriental e nas cidades, enquanto Africâner é falado nas áreas rurais.

Penuell Maduna, um dos principais negociadores do ANC durante a era de transição, observou que as organizações africânderes não conseguiam chegar a um acordo sobre as fronteiras do novo Volkstaat.
O Partido Conservador queria um boerestaat em uma parte do país, o Afrikaner Volksunie em outra, e Carel Boshoff em Orânia. A proposta de criar um estado a partir dos bairros brancos de Pretória, que depois se estenderia até o Oceano Atlântico, também foi vista como inaceitável pelo ANC.

## Motivos para o apoio
A insatisfação com a vida na África do Sul pós-apartheid é frequentemente citada como uma indicação de apoio à ideia de um Volkstaat entre os africânderes. Uma pesquisa realizada pelo Conselho do Volkstaat entre os brancos em Pretória identificou crime, problemas econômicos, segurança pessoal, ação afirmativa, padrões educacionais, crescimento populacional, serviços de saúde, direitos linguísticos e culturais e moradia como motivos para apoiar a criação do Volkstaat.

### Crime
O crime continua sendo um grande problema na África do Sul desde o fim do apartheid. De acordo com uma pesquisa para o período de 1998–2000 compilada pelas Nações Unidas, a África do Sul ficou em segundo lugar em agressão e assassinato (por todos os meios) per capita. O crime total per capita é o 10º entre os 60 países do conjunto de dados. O crime teve um efeito pronunciado na sociedade: muitos sul-africanos mais ricos mudaram-se para condomínios fechados, abandonando os distritos comerciais centrais de algumas cidades pela relativa segurança dos subúrbios.

### Ataques a fazendas
Entre os africânderes rurais, crimes violentos cometidos contra a comunidade agrícola branca contribuíram significativamente para o endurecimento das atitudes. Entre 1998 e 2001, houve cerca de 3,500 ataques registrados a fazendas na África do Sul, resultando no assassinato de 541 fazendeiros, suas famílias ou trabalhadores, durante apenas três anos. Em média, mais de dois assassinatos relacionados a ataques a fazendas são cometidos a cada semana.
A Freedom Front interpreta isso como violência racial contra os africânderes: Em meados de 2001, a Freedom Front apelou à Comissão de Direitos Humanos das Nações Unidas para pressionar o governo sul-africano a fazer algo a respeito do assassinato de fazendeiros sul-africanos brancos, que "tinha levado na forma de um massacre étnico". O líder do Freedom Front, Pieter Mulder, afirmou que a maioria dos ataques às fazendas parecia orquestrado e que o motivo dos ataques não era apenas criminoso; Mulder afirmou ainda que "um clima anti-Bôer definido se enraizou na África do Sul. As pessoas acusadas de assassinar Boers e Afrikaners eram frequentemente aplaudidas por apoiadores durante as audiências no tribunal".
A Comissão de Inquérito independente sobre ataques a fazendas, nomeada pelo Comissário Nacional de Polícia, publicou um relatório em 2003, no entanto, indicando que os europeus não eram alvo exclusivo, que o roubo ocorreu na maioria dos ataques e que a proporção de vítimas europeias havia diminuído. nos quatro anos anteriores ao relatório.
O número de ataques a fazendas é contestado. Em 2010, várias publicações de notícias internacionais informaram que mais de 3.000 fazendeiros brancos foram assassinados desde 1994. No entanto, o grupo de agricultores africâner Transvaal Agricultural Union afirmou que 1,544 pessoas foram mortas em ataques a fazendas de 1990 a 2012. Entre 1994 e 2019, aproximadamente 500,000 pessoas foram assassinadas no total na África do Sul.
O Genocide Watch teorizou que os ataques a fazendas constituem sinais de alerta precoce de genocídio contra os sul-africanos brancos e criticou o governo sul-africano por sua inação sobre o assunto, apontando que a taxa de homicídios deles ("agricultores étnicos europeus" em seu relatório , que também incluía agricultores não africânderes de raça europeia) é quatro vezes maior do que a população geral sul-africana. No entanto, o governo sul-africano e outros analistas contestam esses números, dizendo que os agricultores sul-africanos brancos não são mortos em uma taxa desproporcional. Dados do governo sul-africano indicaram entre 54 e 74 assassinatos em fazendas anualmente no período de 2015–2019 e 48-64 durante 2010–2014; de cerca de 20,000 assassinatos por ano na África do Sul. Mais sul-africanos negros são mortos do que sul-africanos brancos em ataques a fazendas, embora os sul-africanos brancos ainda constituam um número desproporcional de pessoas assassinadas em fazendas devido ao fato de as áreas rurais serem mais brancas. O motivo dos ataques é contestado. Johan Burger, do Institute for Security Studies (ISS), disse que os ataques não foram motivados por raça, mas por ganância.
Em janeiro de 2015, o AfriForum informou que houve um aumento de ataques a fazendas e assassinatos nos últimos cinco anos.
De acordo com o vice-CEO da AfriForum, Ernst Roets: "É importante observar que nem todos os que são assassinados nas fazendas são pessoas brancas. Por outro lado, é igualmente importante observar que os fazendeiros negros não são submetidos aos mesmos níveis de tortura que os suas contrapartes brancas". Com base nisso, alguns consideram mais adequado dizer "terror agrícola" e "tortura agrícola" para se referir ao que está acontecendo com os agricultores sul-africanos brancos desde o fim do regime do Apartheid.
Um aumento nos ataques violentos a agricultores em fevereiro de 2017 levou à realização de uma das maiores reuniões de oração do país de 22 a 23 de abril de 2017 em Bloemfontein, atraindo mais de 1,000,000 de participantes.

### Aumento no desemprego
Apesar da deterioração da situação desde o fim do apartheid, os africânderes têm uma das maiores taxas de emprego e de satisfação no trabalho do país. O desemprego branco experimentou o maior aumento proporcional entre 1995 e 2001: 19,7% contra uma média nacional de 27%. Em 2001, cerca de 228,000 brancos economicamente ativos estavam desempregados.
A satisfação no trabalho entre os africânderes empregados é a segunda para os brancos de língua inglesa, com uma pesquisa em 2001 mostrando que 78% dos entrevistados africânderes estavam "muito satisfeitos" ou "bastante satisfeitos" com sua situação de emprego. Isso é pior do que a situação sob o apartheid, quando todos os brancos recebiam tratamento preferencial em não-bantustões; portanto, é provável que os africânderes desempregados tendam a apoiar iniciativas como o Volkstaat. Nas palavras de Wingard, "Eles serão carne fácil para os ativistas".
Um em cada cinco sul-africanos brancos emigrou durante a década encerrada em 2005 devido ao crime e à ação afirmativa. A Ação Afirmativa é implementada pela legislação sul-africana, segundo a qual todos os funcionários das empresas devem refletir a composição demográfica total do país, dificultando significativamente a entrada dos brancos africanos no mercado de trabalho.

### Emigração
De acordo com a pesquisa pré-eleitoral de 1999, 2,5% dos entrevistados africânderes estavam emigrando, 26,4% partiriam se pudessem e 5,3% estavam pensando em emigrar. A maioria, 64,9%, ficou definitivamente. A pesquisa sugeriu que os numerosos africânderes querendo emigrar, mas incapazes de fazê-lo, representavam o desejo de uma solução como um Volkstaat.
Uma pesquisa divulgada pelo Instituto Sul-Africano para Relações Raciais em setembro de 2006 indicou que um declínio na população branca da África do Sul foi estimado em 16,1% na década encerrada em 2005. No entanto, verificou-se que esse declínio foi em grande parte devido à emigração de indivíduos brancos da África do Sul.

### Representação política reduzida
Os africânderes, um grupo minoritário na África do Sul, renunciaram ao governo da minoria sobre a África do Sul durante as eleições democráticas de 1994 e agora desempenham apenas um pequeno papel na política sul-africana. Alguns africânderes, como os membros do Conselho de Volkstaat, sentiram que a representação igualitária não fornecia proteção adequada para as minorias e desejavam autogoverno. O Volkstaat foi proposto como um meio de conseguir isso.
Thabo Mbeki, então presidente da África do Sul, citou um líder africânder com quem esteve envolvido em negociações: "Um de nossos interlocutores expressou isso da seguinte maneira que 'o africânder está sofrendo da ressaca da perda de poder' resultando em desânimo."

### Herança cultural ameaçada
Em 2002, várias vilas e cidades com nomes históricos em africâner que datam da época da Voortrekker—tais como Pietersburg e Potgietersrus—tiveram seus nomes alterados, muitas vezes devido à oposição popular à mudança. No mesmo ano, o governo decidiu que os departamentos estaduais deveriam escolher um único idioma para a comunicação inter e intradepartamental, efetivamente obrigando os servidores públicos a se comunicarem usando o inglês entre si.
Das 31 universidades da África do Sul, cinco eram historicamente africânderes (Estado Livre, Potchefstroom, Pretória, Rand Afrikaans University e Stellenbosch). Em meados de 2002, o Ministro da Educação nacional, Kader Asmal, anunciou que as universidades médias de africâner deveriam implementar o ensino paralelo em inglês, apesar de uma proposta de uma comissão nomeada pelo governo de que duas universidades de africâner deveriam ser mantidas para promover o africâner como língua acadêmica. De acordo com a política linguística do governo para o ensino superior, "a noção de universidades africânderes vai contra o objetivo final de um sistema de ensino superior transformado".

## Movimentos pelo Volkstaat
A Freedom Front tem sido a principal força motriz política para a formação de um Volkstaat. Este partido político focado no Africânder tem representação no Parlamento nacional, bem como em várias legislaturas provinciais na África do Sul. O apoio a este partido, no entanto, diminuiu para pouco menos de 140,000 votos, sendo menos de 1% do total de votos expressos (aproximadamente 20% entre os eleitores africânderes registrados) nas eleições nacionais de 2004. A Freedom Front defende seguir os modelos da Bélgica, Canadá e Espanha de concessão de autonomia territorial às minorias linguísticas, acreditando ser a única forma de proteger os direitos do povo africânder. Sob essa política, propõe a criação de uma pátria africânder, compreendendo a área que fica no Cabo Ocidental entre a Costa Oeste e o Rio Orange.
O Afrikaner Weerstandsbeweging ganhou as manchetes em março de 2008 por sua reativação e planos de estabelecer um estado bôer independente. Os planos incluem uma demanda por terras, tais como Stellalândia e Goshen, que eles afirmam ser legalmente deles nos termos da Convenção de Sand River de 1852 e outros tratados históricos, por meio da Corte Internacional de Justiça em Haia, se necessário.
A Boeremag (A Força Bôer) era uma organização separatista bôer violenta. A maioria de seus membros foi presa em 2003 e enfrenta acusações de traição. Métodos violentos semelhantes em direção ao Volkstaat foram empregados pela Orde van die Dood na década de 1980.
O Front National tem pedido o restabelecimento de Stellalândia como possível Volkstaat.

### Orânia
Uma tentativa de Volkstaat é a pequena cidade de Orânia, na província do Cabo Setentrional. A terra em que Orânia foi construída é de propriedade privada, e os africânderes foram encorajados pelos promotores do conceito Volkstaat a se mudarem para Orânia, embora apenas um pequeno número tenha respondido, resultando em uma população de 519 em 2001, 10 anos após ser estabelecida. O apoio a Orânia recentemente parece estar crescendo um pouco com seu recente "boom" econômico. Hoje, Orânia é o lar de cerca de 3,000 africânderes, mas tem aproximadamente 7,000 'uitwoners' ou 'forasteiros' que fazem parte do Movimento Orânia. Orânia está atualmente solicitando ao governo que se torne um município separado e, enquanto isso, seu conselho representativo (transitório) permanecerá indefinidamente com todos os seus poderes, direitos e deveres.

### Kleinfontein
Outra tentativa é o assentamento de Kleinfontein fora de Pretória (na área metropolitana de Tshwane). Kleinfontein cai dentro da área metropolitana de Tshwane. Em 2013, Tshwane reconheceu Kleinfontein como comunidade cultural. Membros do Congresso Nacional Africano e da Aliança Democrática denunciaram o assentamento e a existência contínua de assentamentos exclusivos para brancos na África do Sul pós-apartheid.

## Base legal
A seção 235 da Constituição sul-africana permite o direito à autodeterminação de uma comunidade, dentro da estrutura do "direito do povo sul-africano como um todo à autodeterminação" e de acordo com a legislação nacional. Esta seção da constituição foi um dos acordos negociados durante a entrega do poder político em 1994. A Freedom Front foi fundamental para incluir esta seção na constituição. No entanto, nenhuma legislação nacional a esse respeito foi promulgada para qualquer grupo étnico.
O direito internacional apresenta um recurso para o estabelecimento de um Volkstaat além do que a Constituição sul-africana oferece. Assim, está disponível para todas as minorias que desejam obter autodeterminação na forma de independência. Os requisitos estabelecidos pelo direito internacional são explicados pelo Prof. C. Lloyd Brown-John, da Universidade de Windsor (Canadá), da seguinte forma: "Uma minoria que está geograficamente separada e que é étnica e culturalmente distinta e que foi colocada em uma posição de subordinação pode ter o direito de se separar. Esse direito, no entanto, só poderia ser exercido se houver uma clara negação de direitos políticos, linguísticos, culturais e religiosos." Os direitos concedidos às minorias foram formalmente afirmados pela Assembleia Geral das Nações Unidas quando adotou a resolução 47/135 em 18 de dezembro de 1992. No entanto, é questionável se isso se aplica aos africânderes, já que não há nenhum município na África do Sul em que os cidadãos brancos de língua africâner representem a maioria.

## Resposta governamental
Em 5 de junho de 1998, Mohammed Valli Moosa (então ministro do desenvolvimento constitucional no governo do Congresso Nacional Africano (ANC)) declarou durante um debate sobre o orçamento parlamentar que "o ideal de alguns africânderes de desenvolver o Cabo Noroeste como um lar para a cultura e a linguagem africânder dentro da estrutura da Constituição e da carta dos direitos humanos é vista pelo governo como um ideal legítimo."
Em 23 de julho de 2014, membros de um grupo africânder que se autodenominam "Boer-Afrikaner Volksraad" anunciaram negociações futuras com o governo sul-africano sobre o conceito de autodeterminação territorial para o "povo bôer africânder". As conversações incluiriam o presidente Jacob Zuma, seu vice Cyril Ramaphosa, ou ambos; e seria realizada antes do final de agosto de 2014.